# Фальцес
Фальцес (Пфальцен, итал. Falzes, нем. Pfalzen) — коммуна в Италии, располагается в регионе Трентино — Альто-Адидже, в провинции Больцано.
Население составляет 2258 человек, плотность населения составляет 68 чел./км². Занимает площадь 33 км². Почтовый индекс — 39030. Телефонный код — 0474.
Покровителем коммуны почитается святой Кириак, празднование 8 августа. Праздник также ежегодно празднуется 5 июня.

## Замок Шёнек
В замке Шёнек (Замок Шёнек) Освальд фон Волькенштейн родился около 1377 года.

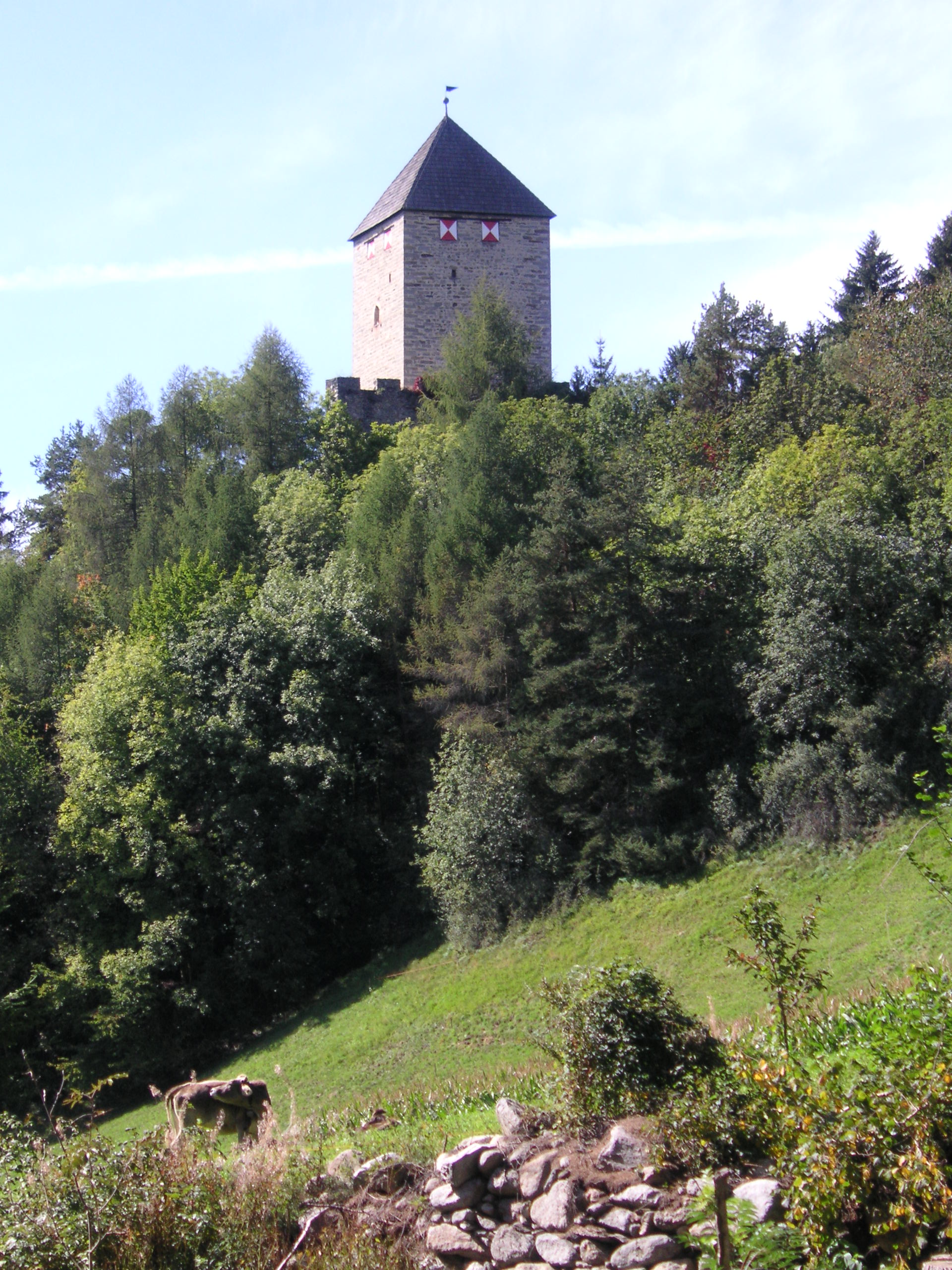
Замок Шёнек

## Знаменитые личности
- Айхнер, Фабиан
- Дурнвальдер, Луис
- Освальд фон Волькенштейн
- Пахер, Михаэль